# 福克F.I戰鬥機
福克F.I（研發代號V.5）是第一次世界大戰時德軍的戰鬥機原型機，是福克V.4的改良型三翼機。
福克F.I只生產了3架，其後所生產的均命名為福克 Dr.I戰鬥機。威爾納·沃斯所駕駛的F.I 103/17被擊落。1917年9月曼弗雷德·馮·里希特霍芬駕駛的F.I 102/17擊落他第60架戰機。F.I 101/17則被拿作測試。